# 浙江工商大学杭州商学院
浙江工商大学杭州商学院是位於浙江省杭州市的一所民辦本科獨立學院。现由浙江工商大学、桐庐县国有资产投资经营有限公司联合举办。
该院共有2個校區，分別位於西湖区的教工路校区和桐廬縣的桐庐校区。

## 历史
浙江工商大学杭州商学院成立於1999年7月，原為浙江工商大学國際經貿学院，學院成立當年即開始招收本科生。2004年成為全日制本科独立学院。2014年，設立桐庐校区。
2021年6月8日，浙江工商大学发布公告，宣布浙江工商大学杭州商学院不与高职院校进行合并转设，办学性质不改变为职业教育本科。

## 外部連結
- 官方网站